# Tetraloniella paulyi
Tetraloniella paulyi är en biart som beskrevs av Constance Margaret Eardley 2001. Tetraloniella paulyi ingår i släktet Tetraloniella och familjen långtungebin. Inga underarter finns listade i Catalogue of Life.